# Cruz Verde Hondureña
La Cruz Verde Hondureña es una institución no lucrativa, de voluntariado y socorrismo pre hospitalario y emergencias. 

## Descripción
Fue en la Segunda Guerra Mundial cuando surgió la Cruz Verde en Francia, cuando la Cruz Roja no daba abasto. Entre otros finales, la Cruz Verde se hizo internacional, como su similar la Cruz Roja, fue cuando se fundó un 31 de mayo de 1982 oficialmente en Honduras.
La Cruz Verde Hondureña es una institución sin fines de lucro, enfocada en búsqueda, rescate y atención prehospitalaria, con varios años al servicio de la comunidad. Cuenta con Bases en diferentes ciudades del país en las cuales brindan servicio de emergencias, consulta médica.
Cruz Verde Hondureña es miembro de la Red Global de Organizaciones de la Sociedad Civil para la Reducción del Riesgo a desastres, GNDR (por sus siglas en inglés), además del sistema de respuesta a nivel nacional Comisión Permanente de Contingencias (COPECO) CONEANFO, MNIGR, CONAPREMM, CODEM, Red Humanitaria, entre otros y prestan su servicio a través del voluntariado, tienen sus propios estatutos y brindan respuesta para toda emergencia o desastre que se pueda presentar, contando con personal capacitado en diferentes áreas del socorrismo.
En sus comienzos la ex primera dama de Honduras, señora Laura Vigil dio gran apoyo y hasta dirigió ésta benéfica institución, como también lo hizo su esposo Julio Lozano Díaz.
Se cuenta con personal de tipo voluntario (En su gran mayoría) y de tipo permanente en algunas de las ciudades, el cual ajusta su trabajo y labor sobre la base de principios y estándares humanitarios, leyes que rigen el accionar de los cuerpos de socorro a nivel nacional y mundial, códigos de Protección para la asistencia a víctimas de emergencias y en situación de desastres, códigos de conducta, reglamento disciplinario y estatutos vigentes de la institución. Cuenta con sus propios estatutos y brindan respuesta para toda emergencia o desastre que se pueda presentar, contando con personal capacitado en diferentes áreas del socorrismo.

### Sedes en Honduras
La Cruz Verde Hondureña inició sus operaciones en Honduras en la ciudad de San Pedro Sula y seguidamente en Cedros, departamento de Francisco Morazán, además de las bases activas a nivel nacional. En la actualidad la Cruz Verde Hondureña tiene su base central en la ciudad de Tegucigalpa también tiene filiales en Choluteca, Orica, Guaimaca, Sambo Creek y Potrerillos.
Existen dos cargos relevantes a nivel nacional:
- Dirección de la Unidad de Gestión de Riesgo para la Preparación y Respuesta a Desastres, ayuda y asistencia humanitaria.
- Dirección Nacional de la Escuela de Capacitación Técnica (ESCAT).

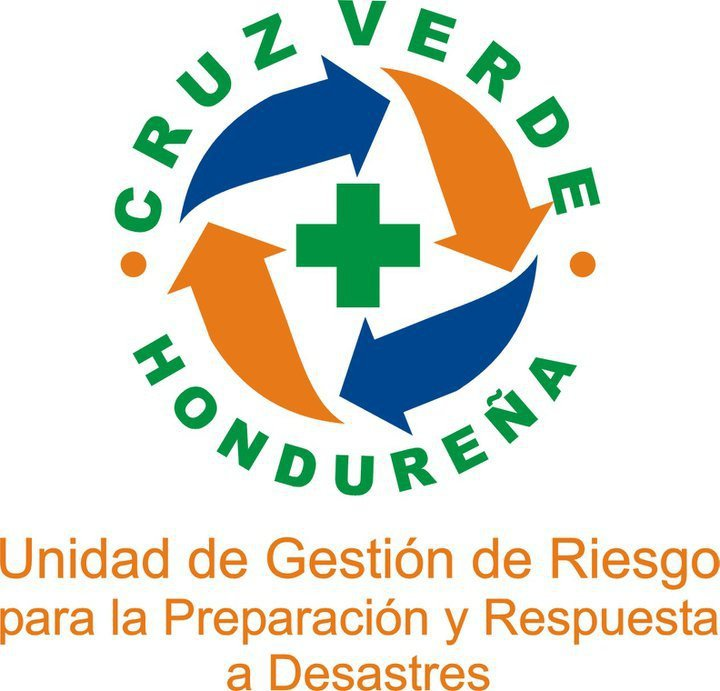
Unidad de Gestión de Riesgos para la Preparación y Respuesta a Desastres, Ayuda y asistencia Humanitaria

.

## Estructura y dirección nacional
- Director Ejecutivo Nacional: Luis Beltrán Aguirre Rodríguez
- Asesor Nacional: José Luis Martínez.
- Comandante Nacional: Ángel César Aguirre
- Directora unidad Gestión de Riesgo: Tania Triminio Quintanilla
- Dirección: Col. Kennedy entre 2 y 3 entrada 1.ª calle, costado atrás del Instituto Jesús Milla Selva, Tegucigalpa MDC. Telefax +5042230-3755

## Junta Directiva 2014 - 2016
La Junta Directiva Nacional para 2014 a 2016 de la Cruz Verde Hondureña, son los cargos son los siguientes:
- Presidenta: Tania Triminio
- Vicepresidente: Dimas Martínez
- Secretario: Daniel Omar Cruz García